# (639) Latona
(639) Latona – planetoida z pasa głównego asteroid okrążająca Słońce w ciągu 5 lat i 90 dni w średniej odległości 3,02 j.a. Została odkryta 19 lipca 1907 roku w Landessternwarte Heidelberg-Königstuhl w Heidelbergu przez Karla Lohnerta. Nazwa planetoidy pochodzi od Latony w mitologii rzymskiej, która była utożsamiana z tytanidą Leto (matką Apollina i Artemidy) w mitologii greckiej. Przed jej nadaniem planetoida nosiła oznaczenie tymczasowe (639) 1907 ZT.